# Indicatie (zorg)
Een indicatie zoals gebruikt binnen het Nederlandse zorgstelsel is een formeel besluit dat een burger toegang geeft tot vergoeding voor ondersteuning, verpleging, verzorging, hulpmiddelen en voorzieningen. Het besluit mag genomen worden door bevoegde organisaties. Anno 2023 zijn dat de eigen gemeente, de wijkverpleegkundige of het Centrum Indicatiestelling Zorg (CIZ). Het indicatiesysteem valt onder de verantwoordelijkheid van het Ministerie van Volksgezondheid, Welzijn en Sport.

## Wmo
Gemeentes indiceren op basis van de Wet maatschappelijke ondersteuning 2015 (Wmo). Het gaat hierbij om dagelijkse ondersteuning, bijvoorbeeld het krijgen van een hulpmiddel zoals een rolstoel, een vervoersverziening, of ondersteuning aan huis voor bijvoorbeeld het huishouden. Met de indicatie van de gemeente kan een aanvrager aanspraak maken op een hulpmiddel geleverd door een hulpmiddelenleverancier, of ondersteuning door een thuiszorgorganisatie.
De financiële afhandeling wordt gedaan door het CAK (Centraal Administratie Kantoor).

## Wlz
Het CIZ geeft in Nederland de indicatie af voor mensen die een beroep doen op de Wet langdurige zorg (Wlz). Mensen die langere tijd hulp nodig hebben, of niet zonder toezicht kunnen wonen, komen in aanmerking voor deze vorm van zorg. Indicaties worden in eerste instantie gebaseerd op de  grootste hulpvraag, die aangeeft welke vorm van langdurige zorg vergoed wordt: dit noemt men de grondslag van de indicatie. Daarnaast kan er voor bijkomende ondersteuningsvragen nog aanvullende ondersteuning wordt geïndiceerd die dan vanuit andere zorgdisciplines geleverd kan worden. 
De uitkomsten hiervan worden samengevat in het indicatiebesluit, met daarin de omschrijving van de zogeheten zorgprofielen en zorgbehoeftes. Er wordt ook een hoogte van de indicatie vastgesteld en daarmee de beschikbare hoeveelheid tijd en geld voor de zorg.
Ook voor de Wlz wordt de financiële afhandeling gedaan door het CAK.

## Wijkverpleging
Wijkverpleegkundigen (vaak in dienst bij een thuiszorgorganisatie) doen de indicering voor de benodigde verzorging en verpleging aan huis. Hiertoe behoren onder andere het verstrekken van medicijnen, hulp bij aankleden en steunkousen, hulp bij de toiletgang, of bijvoorbeeld wondverzorging.
De toewijzing en financiële afhandeling voor wijkverpleging loopt via de zorgverzekeraar van de zorgvrager.